# Ушаково (Щучанський район)
Ушако́во (рос. Ушаково) — присілок у складі Щучанського району Курганської області, Росія. Входить до складу Піщанської сільської ради.
Населення — 13 осіб (2010, 83 у 2002).
Національний склад станом на 2002 рік: росіяни — 96 %.